# Platygyna dentata
Platygyna dentata är en törelväxtart som beskrevs av Brother Alain. Platygyna dentata ingår i släktet Platygyna och familjen törelväxter. Inga underarter finns listade i Catalogue of Life.